# Petit lac Onistagane
Le Petite lac Onistagane est un plan d'eau douce de la rive Nord-Ouest du fleuve Saint-Laurent, dans le territoire non organisé de Passes-Dangereuses, dans la municipalité régionale de comté (MRC) du Maria-Chapdelaine, dans la région administrative de la Saguenay–Lac-Saint-Jean, dans la province de Québec, au Canada.
La foresterie constitue la principale activité économique du secteur ; les activités récréotouristiques, en second,,.
La surface du Petit lac Onistagane est habituellement gelée de la mi-novembre à la mi-avril, toutefois la circulation sécuritaire sur la glace se fait généralement du début de décembre à la fin de mars.

## Géographie
Les principaux bassins versants voisins du Petit lac Onistagane sont :
- côté Nord : rivière Péribonka, rivière Savane, lac Onistagane ;
- côté Est : rivière Péribonka, lac Manouane, rivière Manouane ;
- côté Sud : rivière Saint-Onge, rivière Péribonka, lac Péribonka, lac de l'Épinette Rouge ;
- côté Ouest : lac Piraube, lac Maupertuis[1].

De nature difforme, le Petit lac Onistagane comporte une longueur de 5,1 km, une largeur de 1,1 km et une altitude de 615 m. Ce lac est encastré entre les montagnes dont le sommet atteint 700 m du côté Nord-Ouest et 705 m du côté Est.
L'embouchure du Petit lac Onistagane est localisé sur la rive Sud, soit à :
- 9,9 km au Sud-Ouest d'une baie d'un Sud du lac Onistagane ;
- 12,6 km au Sud-Ouest d'une courbe de la rivière Péribonka ;
- 13,83 km au Nord-Est d'une baie de la rive Est du lac Piraube ;
- 15,9 km au Nord-Ouest de l'embouchure de la rivière Saint-Onge (confluence avec une baie de la rive Ouest de la rivière Péribonka) ;
- 75,6 km au Nord-Ouest du barrage à l'embouchure du lac Péribonka lequel est traversé par la rivière Péribonka ;
- 206,4 km au Nord de l'embouchure de la rivière Péribonka (confluence avec le lac Saint-Jean)[1],[4].

À partir de l’embouchure du Petit lac Onistagane, le courant descend sur 28,7 km vers le Sud-Ouest, puis le Sud-Est, le cours de la rivière Saint-Onge, sur 259,9 km vers le Sud le cours de la rivière Péribonka, traverse le lac Saint-Jean vers l’Est sur 29,3 km, puis emprunte sur 155 km le cours de la rivière Saguenay vers l’Est jusqu'à la hauteur de Tadoussac où il conflue avec le fleuve Saint-Laurent.

## Toponymie
Le toponyme « Petit lac Onistagane » a été officialisé le 26 mars 1993 par la Commission de toponymie du Québec.